# Sweco Danmark
Sweco Danmark A/S er en del af Sweco-koncernen, der er Europas største virksomhed indenfor arkitektur- og ingeniørrådgivning med i alt 18.500 medarbejdere og med kontorer i 14 europæiske lande. I Danmark har Sweco 1.400 medarbejdere fordelt på 12 lokale kontorer. Hovedkontoret ligger i Ørestad, København.
Sweco Danmark omsatte i 2021 for 1,4 mia. kr. – det bedste resultat i virksomhedens historie.

## Områder
Sweco Danmark rådgiver indenfor områderne ’Byggeri’, ’Vand, Energi og Industri’, ’Transport og Infrastruktur’, ’Arkitektur og byudvikling’, ’Klima og Miljø’ samt ’Digitale løsninger’.  Virksomheden er kendetegnet ved at have fokus på bæredygtighed i sine projekter.

## Historie
Sweco Danmark A/S er baseret på ingeniørvirksomheden Carl Bro Gruppen A/S, der blev grundlagt i 1959 af den danske ingeniør Carl Bro. I 1996 ændrede virksomheden navn til Carl Bro A/S. Herefter blev Carl Bro A/S i 2006 opkøbt af den hollandske virksomhed Grontmij og skiftede navn til Grontmij Carl Bro A/S. I 2011 blev navnet forenklet til Grontmij A/S. Grontmij var Europas tredjestørste rådgivende ingeniørvirksomhed med ca. 10.000 medarbejdere repræsenteret i ti lande.
I 2015 blev Grontmij A/S opkøbt af den svenske rådgivervirksomhed Sweco. Navnet Grontmij blev da ændret til Sweco.
Den 1. oktober 2018 flyttede Sweco Danmark hovedkontor fra Granskoven i Glostrup til Ørestads Boulevard 41.
I februar 2021 flyttede Swecos arkitekter og ingeniører i Aarhus sammen efter en omfattende modernisering af en historisk, tidligere fabriksbygning på Willemoesgade på Trøjborg. Swecos kontor i Aarhus rummer godt 200 arkitekter og ingeniører.
I januar 2022 åbnede Sweco et nyt kontor i Slagelse.
I februar 2022 flyttede kontoret i Viborg fra adressen Vævervej 7 til et nyt og større kontor på Asmildklostervej 11.
Swecos lokale kontorer ligger i Slagelse, Odense, Kolding, Sønderborg, Holeby, Aarhus, Silkeborg, Herning, Viborg og Aalborg.

### Opkøb af arkitektvirksomheder
I januar 2018 købte Sweco Danmark A/S Årstiderne Arkitekter med godt 250 medarbejdere. Årstiderne Arkitekters adm. direktør, Torben Klausen, blev direktør for den nye, samlede arkitektenhed i Sweco Danmark, indtil Mick Schou Rasmussen overtog ledelsen af divisionen i 2021.
I marts 2020 købte Sweco den danske arkitektvirksomhed KANT Arkitekter med 85 medarbejdere.
Den 22. marts 2021 blev Swecos danske arkitektbrands samlet, således at Årstiderne Arkitekter og KANT Arkitekter blev til Sweco Architects. Navneskiftet fuldendte integrationen med Sweco.

## Organisation og ejerskab
Sweco Danmarks administrerende direktør er Dariush Rezai. Formand for bestyrelsen i Danmark er Åsa Bergman, der er administrerende direktør for det svenske moderselskab, Sweco Group.

### Direktion i Sweco Danmark
Administrerende direktør: Dariush Rezai
Finansdirektør: Jeppe Allert Madsen

### Landeledelse i Sweco Danmark
Administrerende direktør: Dariush Rezai
Finansdirektør: Jeppe Allert Madsen
Divisionsdirektør Arkitektur: Mick Schou Rasmussen
Divisionsdirektør Byggeri: Lars Bork Hansen
Afdelingsdirektør Eksisterende byggeri & Drift: Henrik Leksø
Divisionsdirektør Infrastruktur, Vand & Miljø: Jes Hansen
Afdelingsdirektør Digital drift & forvaltning: Ea Møller Lunn
Juridisk direktør: Peder Nielsen

## Større projekter
Sweco Danmark har været involveret i en række af store projekter både i Danmark og i udlandet. Heriblandt:

### Jysk Park (Silkeborgs stadion)
Sweco Danmark har tegnet Silkeborgs superligastadion, der blev færdig i 2017. JYSK Park rummer ca. 10.000 tilskuere og byggeriet er på ca. 7.000 m² incl. kælder og teknikarealer.

### Skærbækværket
I 2018 fik Fredericias borgere CO2-neutral varme. Skærbækværket i Fredericia blev omstillet fra naturgas til træflis og har i den forbindelse opnået en langt højere fleksibilitet i brændselsvalg og effektivitet i driften. Sweco Danmark bistod med ingeniørrådgivning i analyse-, modnings- og udførelsesfasen.

### København-Ringsted højhastighedsjernbane
I 2019 fik Danmark sin første højhastighedsbane, København-Ringsted, der er et af Danmarks største anlægsprojekter i nyere tid. Sweco rådgav på projektet indenfor miljø, natur og geoteknik, afvandings- og jorddesign, byggeledelse, tilsyn og 3D modellering.

### Østerport Station
Sweco Danmark var rådgiver, da Østerport stationsbygning gennemgik en omfattende modernisering og istandsættelse. Projektet blev færdigt i september 2019.

### Fjordforbindelsen
Sweco Danmark projekterede infrastrukturen samt en række bygningsværker på landstrækningen, da Danmark fik en ny højbro – Fjordforbindelsen – i 2019. Broen forbinder Marbæk og Tørslev Hage på tværs af Roskilde Fjord.

### Papirtårnet i Silkeborg
I 2020 fik Silkeborg et nyt boligbyggeri, Papirtårnet, centralt i byen. Det attraktive boligbyggeri med 23 etager er kronen på værket i den industrihistoriske bydel Papirfabrikken. Sweco Danmark bistod med arkitektrådgivning.

### Rigshospitalets nye nordfløj
Sweco Danmark var rådgiver for samtlige ingeniørdiscipliner og byggeleder på opførelsen af Det Nye Rigshospital, der omfatter tre byggerier: Nordfløjen, patienthospital og administrationsbygning samt et parkeringshus. Projektet blev færdigt i 2020.

### Verdens første energiø
I 2021 blev Sweco valgt som teknisk rådgiver for Energistyrelsen i forbindelse med udviklingen af udbuddet om anlæg og ejerskab af Energiøen i Nordsøen. I 2022 blev Sweco igen valgt som rådgiver for Energistyrelsen frem mod 2031. Energiø projektet blev dog skrinlagt af Energistyrelsen i sommeren 2023.

### Internationale projekter
Sweco Danmarks internationale afdeling har i mere end 50 år gennemført store vand- og spildevandsprojekter samt infrastrukturprojekter i verdens udviklingslande for danske og internationale donorer.

### Projekter med fokus på upcycling og cirkulære principper
Sweco Danmark er involveret i flere byggerier, der understøtter principper om cirkularitet –byggerier, der genbruger og genanvender eksisterende materialer i nye byggerier.
Det gælder fx Børnehuset Svanen, der anvender en del af materialerne fra den tidligere Gladsaxe Skole, Damhusengens Skole, hvor der genbruges 350.000 mursten fra en gammel skole, og det almene boligbyggeri Knudrisrækkerne i Aarhus, hvor gamle vinduesrammer og aluminiumsloftsplader fra den tidligere bygning på stedet bliver genanvendt i det nye byggeri.